# Битва на Немизі
Би́тва на Неми́зі — битва, що відбулася 3 березня 1067 року на річці Немига між дружиною полоцького князя Всеслава Брячиславича та об'єднаним військом тріумвірату Ярославичів — великого князя київського Ізяслава, чернігівського князя Святослава і переяславського князя Всеволода. Закінчилася перемогою Ярославичів.

## Опис
Спільний похід трьох старших Ярославичів — Ізяслава Ярославича, Святослава Ярославича та Всеволода Ярославича — проти полоцького князя був викликаний нападом Всеслава Брячиславича на Псков і Новгород. Об'єднане військо київського, чернігівського та переяславського князів наприкінці лютого 1067 обложило Мінськ. Після вдалого штурму чоловіче населення міста було майже повністю винищено, дітей та жінок роздано дружинникам. Військо Всеслава не встигло допомогти обложеним.
Битва між дружинами Всеслава та трьох Ярославичів відбулася поблизу Мінська на р. Неміга (притока Свислочі, басейн Дніпра) 3 березня 1067. Всеслав зазнав нищівної поразки. Людські втрати з обох сторін під час цієї військової кампанії були такими вражаючими, що в «Слові о полку Ігоревім», створеному, імовірно, наприкінці наступного — 12 ст., битві на Немізі присвячено кілька рядків.
10 липня 1067 року на князівському з'їзді на р. Орша поблизу Смоленська Всеслав, попри гарантію безпеки, був підступно схоплений Ярославичами й ув'язнений у Києві. Полоцьке князівство на короткий термін увійшло до домену київського князя.